# Mappa della Guayana

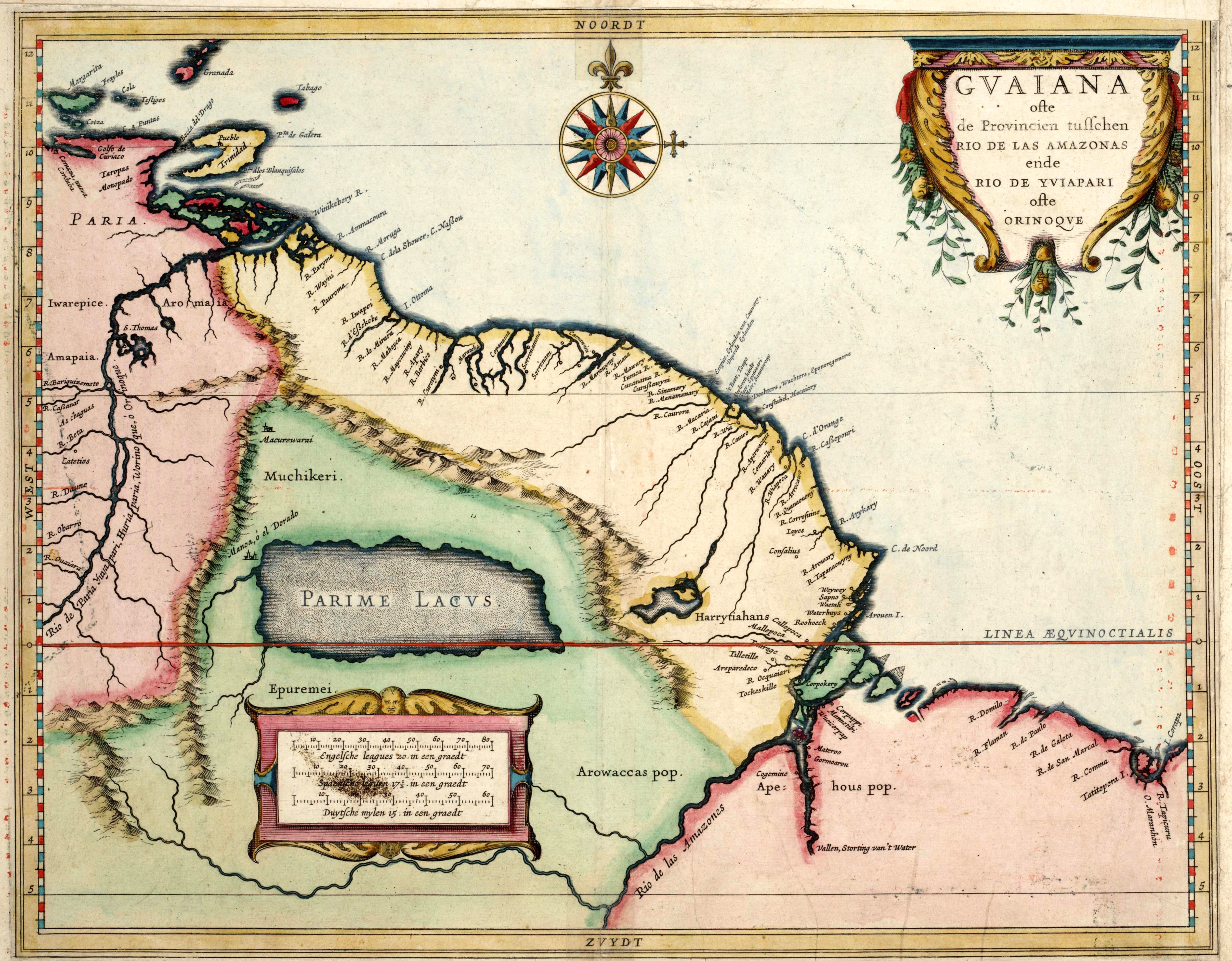
Mappa della Guaiana del 1625 circa.

La mappa della Guaiana (titolo originale Guaiana siue Provinciae intra rio de las Amazonas atque rio de Yviapari siue Orinoque ) di Hessel Gerritsz è una delle carte più significative relative alla regione dell'America meridionale, in particolare alla Guaiana, un vasto territorio che si estende lungo il Rio delle Amazzoni. Questo documento rappresenta un'importante testimonianza della cartografia olandese del XVII secolo e rispecchia la crescente curiosità e il desiderio di esplorazione e dominio delle potenze europee in Sud America durante il periodo delle grandi esplorazioni coloniali .
Hessel Gerritsz, purtroppo, è una figura cartografica relativamente poco conosciuta, ma la sua mappa della Guaiana è una delle sue opere più significative. Gerritz potrebbe essere stato un cartografo attivo nella metà del XVII secolo, una fase storica in cui le esplorazioni olandesi erano al culmine. Le cartografie prodotte da Gerritz riflettevano l'intento delle potenze europee di stabilire il controllo sulla regione, segnando i territori da colonizzare e risorse da sfruttare .
Oggi, la Mappa della Guaiana di Hessel Gerritz è una delle numerose mappe storiche che illustrano le esplorazioni e le rivendicazioni territoriali dell'epoca. È apprezzata non solo dagli storici della cartografia, ma anche dai collezionisti di mappe antiche e dagli studiosi di storia coloniale. L'importanza di tali mappe sta nella loro capacità di far luce su una parte della storia spesso trascurata, quella delle prime esplorazioni e delle prime interazioni tra le potenze coloniali e le popolazioni indigene .

## Contesto storico e geopolitico
Nel XVII secolo, l'interesse europeo per l'America meridionale era in continua espansione. Le potenze europee, in particolare i Paesi Bassi, l'Inghilterra e la Spagna, erano coinvolte in una costante competizione per il controllo delle terre nel Nuovo Mondo. La Guaiana, che include oggi territori appartenenti a Venezuela, Guyana, Suriname e Brasile, era una regione di interesse strategico a causa delle sue risorse naturali, dei fiumi navigabili e della sua posizione geografica .
Nel caso della Mappa della Guaiana, l'autore Hessel Gerritz era probabilmente un cartografo olandese attivo durante la colonizzazione della zona, un periodo in cui l'Olanda aveva stabilito una serie di insediamenti lungo la costa della Guaiana. Il contesto della mappa è legato alle esplorazioni olandesi, che cercavano di rivendicare e mappare questi territori per rafforzare le loro pretese di dominio .
La mappa, realizzata in un periodo di intensi sforzi coloniali da parte delle potenze europee, riflette la situazione geopolitica della regione, con le terre suddivise tra le varie potenze. Le informazioni geografiche sulla mappa sono cruciali, in quanto forniscono dettagli sulle rotte fluviali e le topografie cruciali per le navigazioni commerciali, militari e di colonizzazione .

## Caratteristiche della Mappa
La Mappa della Guaiana di Hessel Gerritz è un esempio eccezionale di cartografia del XVII secolo, caratterizzata dalla precisione e dall'accuratezza necessarie per la navigazione e la comprensione di terre sconosciute. Essa rappresenta la regione compresa tra il Rio delle Amazzoni e le province circostanti, delineando un territorio ampio e ricco di risorse naturali. Alcune delle caratteristiche distintive di questa mappa includono:
- Dettaglio delle vie fluviali: La mappa mostra con precisione i fiumi, come il Rio delle Amazzoni, che erano essenziali per le rotte commerciali e la colonizzazione. I fiumi erano le arterie principali per il trasporto e lo sviluppo delle colonie, e la loro mappatura accurata era fondamentale per i colonizzatori [2].
- Provincia della Guaiana e i confini: Le divisioni territoriali sono chiare sulla mappa, e si possono notare le demarcazioni tra diverse entità politiche e geografiche. La mappa riflette il dominio olandese su una parte della regione, mentre altre aree potrebbero essere segnate come terre contese o sotto il controllo di altre potenze coloniali, come la Spagna o il Portogallo [1].
- Topografia e risorse naturali: Sebbene la mappa non sia una rappresentazione topografica dettagliata come quelle moderne, include informazioni importanti sulle caratteristiche geografiche, come montagne, foreste e altre risorse naturali che erano di interesse per i colonizzatori [3].
- Decorazioni artistiche e simboliche: Come molte mappe dell'epoca, la mappa di Gerritz include elementi decorativi, come cornici elaborate e cartigli contenenti titoli e informazioni addizionali. Questi elementi non solo abbellivano la mappa, ma contribuivano anche a rafforzare l'autorità del cartografo e l'importanza delle terre raffigurate [4].

### El Dorado e il Lago Parime
La mappa di Gerritz è una delle prime rappresentazioni dettagliate della regione della Guaiana, un'area che include i moderni territori di Guyana, Suriname e Venezuela. Basata su informazioni fornite da esploratori e missionari olandesi, la mappa è un importante documento cartografico dell'epoca. Oltre a delineare i fiumi principali e le caratteristiche geografiche, essa include anche riferimenti al mitico Lago Parime e alla presunta posizione di El Dorado, luoghi che all'epoca erano ancora avvolti nel mistero .
Il mito di El Dorado ebbe origine dalle storie di conquistatori spagnoli che, nel XVI secolo, raccontavano di una civiltà ricca d'oro nascosta nelle foreste del Sud America. Le prime descrizioni del leggendario luogo vennero dalle storie del "Re Dorato", un sovrano che si copriva d'oro per un rito religioso. Le ricerche per localizzare questa città d'oro spinsero numerosi esploratori verso la regione della Guaiana . La Mappa di Gerritz segnala un lago chiamato "Lago Parime", che era comunemente associato con El Dorado nelle credenze dei cartografi dell'epoca. Secondo il mito, il Lago Parime si trovava nell'entroterra della Guaiana, un'area ricca di oro e misteri. Nonostante le numerose spedizioni e ricerche, il lago non è mai stato trovato, alimentando ulteriormente la leggenda .
La mappa di Gerritz è una delle prime a tracciare una linea precisa per la Guaiana, rappresentando con relativa accuratezza i fiumi e le montagne della regione. Tuttavia, le informazioni relative al Lago Parime e a El Dorado sono inserite in un contesto mitico e impreciso. Il lago è indicato come un grande corpo d'acqua situato vicino a fiumi e montagne, ma senza riferimenti geografici chiari che potessero confermare la sua esistenza . Inoltre, la Mappa di Gerritz include vari nomi di territori e città che furono all'epoca oggetto di esplorazione, ma la presenza di El Dorado e del Lago Parime suggerisce come la ricerca di queste meraviglie naturali fosse un obiettivo primario per gli esploratori olandesi. Anche se il Lago Parime non esiste mai stato nella realtà, il suo posto sulla mappa simboleggiava la speranza di trovare un luogo ricco di oro, ancora legato al mito che esisteva nella cultura europea dell'epoca.
Anche se non è mai stato scoperto un lago che corrisponda alla descrizione del Lago Parime, la mappa di Gerritz e altri cartografi dell'epoca contribuirono a mantenere vivo il mito di El Dorado. Le ricerche per localizzare il leggendario lago e la città d'oro continuarono per secoli, alimentando l'immaginazione di storici, esploratori e avventurieri .

## Significato Storico e Culturale
La Mappa della Guaiana non è solo un documento geografico, ma anche un'opera che racconta le aspirazioni imperialiste dell'epoca. Per gli olandesi, la mappa serviva come strumento per rivendicare territori e consolidare il loro dominio commerciale e militare. Il controllo dei fiumi, come il Rio delle Amazzoni, era fondamentale per il commercio delle spezie, del legname e, più tardi, per l'estrazione di risorse minerarie .
Questa mappa è anche un documento importante per la comprensione della cartografia del XVII secolo. A quel tempo, le mappe non erano solo strumenti di navigazione, ma anche simboli del potere e del progresso. La loro realizzazione richiedeva abilità artigianali complesse, ed erano considerate opere d'arte. Le mappe, come quella di Gerritz, riflettevano la visione del mondo dei cartografi e delle potenze coloniali .